# Джейкоб Брум
Дже́йкоб Брум (англ. Jacob Broom; 17 жовтня 1752 — 25 квітня 1810) — американський підприємець та політик з округу Нью-Касл, штат Делавер. Делегат Конституційного конвенту у 1787 р., Конвенту Аннаполіса у 1786 р. Член сенату Делаверу. Батько конгрессмена Джеймса М. Брума та дід конгрессмена Джейкоба Брума.

## Родина
Джейкоб Брум народився 17 жовтня 1752 у штаті Делавер. Його батько, Джеймс Брум, був ковалем, що пізніше став заможним фермером; мати — Естер Вілліс, квакерка. У 1773 р. він одружився з Рейчел Пірс, від якої мав вісім дітей.

## Навчання та кар'єра
Отримавши загальну освіту в Старому училищі Вілмінгтона, він по черзі був фермером, топографом і картографом, судновласником, гендлярем нерухомістю і довізними товарами. Навіть замолоду Брум привертав значну увагу процвітаючої ділової общини Вілмінгтона; таке видатне становище дало поштовх його політичній кар'єрі. Він займав низку місцевих державних посад, таких, як районних судовий засідатель, президент міських «вуличних регулювальників» (група, яка відповідала за вулиці, водні та стічні системи, мирову юстицію) округу Нью-Касл. У 1776 р. у віці 24 років він став віце-мером Вілмінгтона, та обирався на цю посаду шість разів поспіль. Також 4 рази був мером міста. Він ніколи не програвав вибори.
Хоча пацифістський вплив його друзів-квакерів та родичів стримував його від участі в Революції, Брум без сумніву був патріотом, який зробив внесок у справу незалежності. Наприклад, він запропонував свої вміння як картографа у диспозиції Континентальної армії, та складав детальні мапи регіону для генерала Вашингтона незадовго до битви при Брендівайні. Політичний кругозір Брума розширився після того, як його громада висунула його представником штату в Конвенті Аннаполісу.

## Конституційний конвент
Незважаючи на його недостатню участь у національній полтіиці до Конституційного конвенту, Брум був відданим прихильником сильної централізованої влади. Коли Джордж Вашингтон відвідав Вілмінгтон у 1783 р., Брум переконував його «своєю порадою та впливом сприяти тій гармоні та об'єднанню наших зародкових органів влади, що настільки важливі для довічного встановлення нашої свободи, щастя та добробуту»
З такими переконаннями Брум приїхав до Філадельфії, де він постійно голосував за заходи, які забезпечать значне реагування уряду на потреби штатів. Він підтримував дев'ятирічний термін повноважень для членів Сенату, в якому порівно мають бути представлені всі штати. Він хотів, щоб законодавчі збори штатів оплачували своїх представників в Конгресі, який, в свою чергу, повинен був мати повноваження накладати вето на законопроєкти штатів. Він також прагнув наділити законодавчі збори штатів правом обирати членів колегії вибірників, а ще виступав за довічний термін президентського строку. Брум вірно відвідував всі засідання Філадельфійського конвенту та декілька разів виступав з промовами з питань, які вважав критичними. Вільям Пірс, делегат від штату Джорджія, описав його як «просту гарну людина, з деякими здібностями, але нічого показного, мовчазний прилюдно, але бадьорий та компанійський віч-на-віч»

## Пізні роки
Після Конвенту Брум повернувся до Вілмінгтону, де у 1795 р. побудував будинок коло Брендівайн-Крік на околиці міста. Брум основну уваги приділяв місцевому самоврядуванню. На додаток до його обов'язків в муніципалітеті Вілмінгтона, він став першим міським начальником поштового відділення (1790—1792 рр.)
Багато років він головував у раді директорів вілмінгтонського Банку Делавера. Також він керував бавовняною фабрикою та крамницею устаткування, яка виробляла та ремонтувала обладнання фабрики. У 1802 р. він продав Дю Понтам своє бавовняне господарство, яке пізніше стало центром мануфактурної імперії Дю Понтів. Також Брум брав участь у невдалому проєкті з видобування бурого залізняку, пізніше зацікавився місцевими удосконаленнями: платними дорогами, каналами та мостами.
Брум знаходив час і для філантропічної та релігійної діяльності. Його тривалі відносини зі Старим училищем призвели до його залучення у реорганізацію училища в Вілмінгтонський коледж; також Брум став членом першої опікунської ради коледжу.
Брум помер 1810 року під час ділового відрядження до Філадельфії та був похований на цвинтарі Крайст-черч.
1974 року його будинок поблизу Брендівайна став національною історичною пам'яткою.